# Estació de Ciudad Real
Ciudad Real és una estació de ferrocarril propietat d'Adif, situada a la ciutat castellana de Ciudad Real. Fou construïda l'any 1991 i entrà en funcionament un any més tard formant part de la LAV Madrid-Sevilla substituint la històrica estació de MZA construïda en 1880.
En el 2010, el seu tràfic de Mitjana Distància va superar els 1,2 milions de passatgers. Està situada a l'est de la ciutat, en l'avinguda d'Europa prop de la Universitat de Castella-la Manxa i del parc del Pilar.

## Situació ferroviària
L'estació que està situada a 633,84 metres d'altitud forma part dels traçats de les següents línies de ferrocarril:
- LLínia fèrria d'ample ibèric Manzanares-Ciudad Real, punt kilomètric 262.[2]
- Línia fèrria d'ample ibèric Ciudad Real-Badajoz, punt kilomètric 175.[2] Encara que aquest traçat neix a la ciutat manxega el quilòmetre zero pren com a referència Madrid.
- Línia fèrria d'ample internacional i alta velocitat Madrid-Sevilla punt kilomètric 170,748.[3]

## Història
El ferrocarril va arribar a Ciudad Real el 14 de març de 1861 amb l'obertura del tram Almagro-Ciudad Real de la línia que perllongava fins a la ciutat línia fèrria que venia des d'Alcázar de San Juan. MZA, impulsora de la línia, va construir inicialment un edifici provisional que va ser substituït en 1880 per un de segona classe que absorbia ja no sols el tràfic original des d'Alcázar sinó també el generat de des de l'oest (Bajadoz) i el sud (Còrdova) cap a on s'havia perllongat la xarxa existent. L'edifici original, de base rectangular i dues plantes abastava una superfície total de 450 m² i lluïa unes façanes de maó vist amb cobertes de pissarra. Amb el pas dels anys l'estació va sofrir més modificacions que la van ser adaptant a les necessitats del tràfic. En 1941, la nacionalització del ferrocarril en Espanya va suposar la desaparició de MZA i la seva integració en la recentment creada RENFE.
En 1991 es va iniciar la construcció d'una nova estació per donar servei a la primera línia d'alta velocitat construïda a Espanya, la Madrid-Sevilla. El recinte va ser inaugurat un any després integrant-s'hi el nou traçat i el traçat convencional. Des del 31 de desembre de 2004 Renfe Operadora explota les línies existents mentre que Adif és la titular de les instal·lacions ferroviàries incloent l'estació.

## L'estació

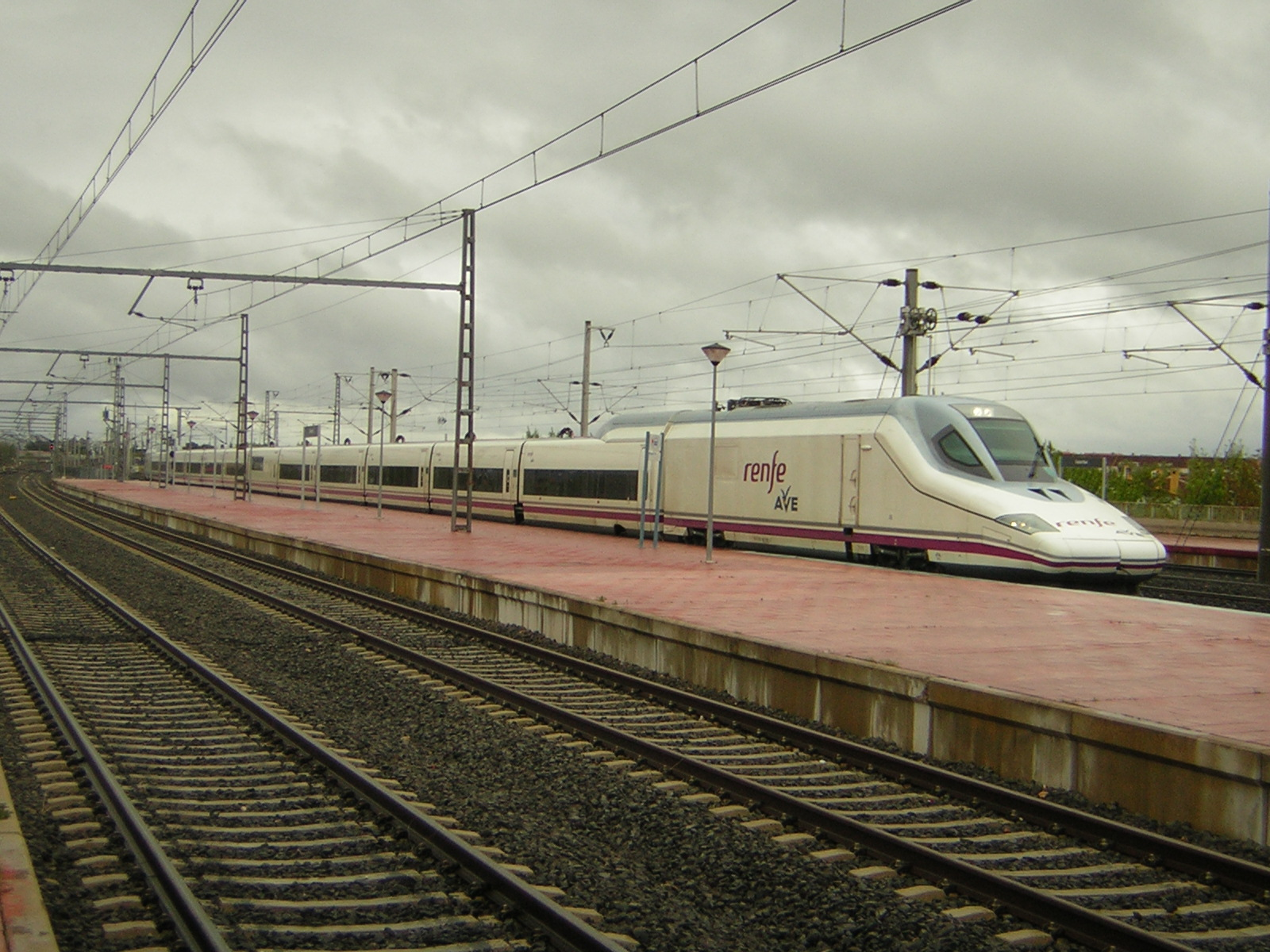
AVE a l'estació de Ciudad Real en 2009.

L'edifici, edificat en 1992, és una àmplia estructura de tres altures format per un cos triangular i dos annexos laterals de diferent longitud. Posseeix un vestíbul d'importants dimensions cobert per uns llargs claraboia amb forma de piràmide. Compta amb punts d'informació, venda de bitllets, màquines expenedores, condícies, i diversos locals comercials entre els quals hi ha cafeteries i restaurants, tendes de regals, punts d'informació turística, empreses de lloguer de cotxes i serveis bancaris.
L'accés a les andanes, una lateral i dues centrals, es realitza principalment gràcies a escales mecàniques atès que s'hi troben sobre una plataforma elevada. Ha estat dotada amb quatre vies d'ample internacional (dos sense accés a andana) i tres vies d'ample ibèric. Aquestes última tenen la particularitat de ser terminals el que obliga als trens convencionals que vulguin continuar el seu trajecte a invertir la seva marxa. Això no succeeix amb els trens d'alta velocitat, ja que les quatre vies d'alta velocitat són passants.
En l'exterior disposa de diverses zones d'aparcament habilitades, així com parades de taxi i autobusos urbans.